# Клийвдън
Клийвдън (на английски: Clevedon) е малък крайбрежен град в община Северен Съмърсет в най-северната част на графство Съмърсет, Югозападна Англия. Населението на града към 2001 година е 21 957 жители.

## География
Клийвдън е разположен по югоизточния бряг в най-широката част на естуара на река Севърн към най-вътрешната част на Бристълския канал. На срещуположния бряг, в уелската част, се намират градовете Кардиф и Нюпорт. На около 12 километра в югозападна посока по бреговата линия е разположен общинския център Уестън сюпър Меър, а на около 16 километра източно е централната част на Бристъл. Клийвдън се намира само на няколко километра от урбанизираната територия дефинирана като агломерация Голям Бристъл.
В непосредствена близост до града преминава Магистрала М5 свързваща югозападната част на страната с Бристъл и останалата магистрална мрежа.

## Демография
Изменение на населението за период от две десетилетия 1981-2001 година:
| година    | 1981   | 1991   | 2001   |
| --------- | ------ | ------ | ------ |
| население | 17 875 | 21 670 | 21 957 |